# 오지혜 (모델)
오지혜(1986년 ~ 2004년 8월 9일)는 대한민국의 모델이다. 강화군 석모도 선착장에서 화보촬영 도중 실족사했다.

## 학력
- 대성여자상업고등학교 (졸업)